# 3 Inches of Blood
I 3 Inches of Blood (abbreviato anche in 3iob) sono una band heavy metal canadese.

## Storia del gruppo

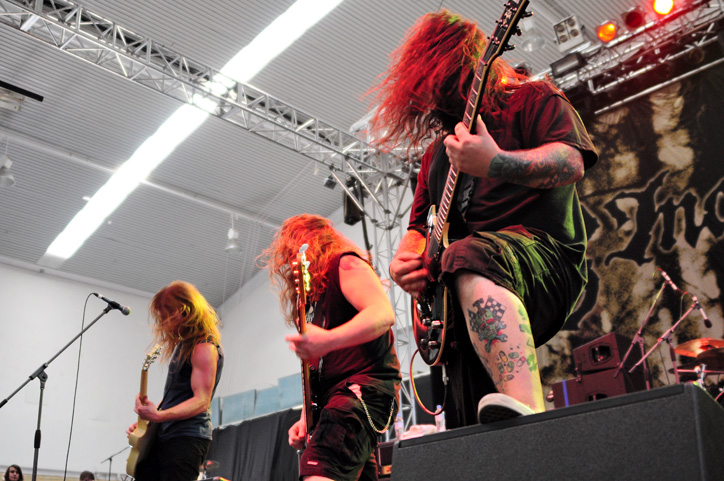
I 3 Inches of Blood al no No Sleep Til Festival 2010

Il gruppo si è formato nel 2000 a Victoria, per poi trasferirsi a Vancouver, Canada, con Jamie Hooper alla voce, Sunny Dhak e Bobby Froese alla chitarra, Geoff Trawick e il fratello Rich Trawick rispettivamente alla batteria e basso. Il loro nome in italiano significa "3 pollici di sangue". Mentre la band stava registrando il primo EP Sect of the White Worm entrò in pianta stabile anche Cam Pipes che, inizialmente, doveva solo collaborare in alcune canzoni.
Il loro debut album Battlecry Under a Winter Sun fu registrato nel 2002 e fu pubblicato per la piccola etichetta discografica "Teenage Rampage", l'LP passò in sordina, finché la casa discografica non decise di mandarli in tour di spalla ai The Darkness prima ed ai The Black Dahlia Murder e Himsa poi. Così il gruppo riuscì a guadagnarsi fama e stima da parte del mondo metal underground e un contratto con la Roadrunner Records nel 2004.
In seguito i fratelli Geoff e Rich Trawick, rispettivamente batterista e bassista, lasciano la band insieme ai chitarristi Sunny Dhak e Bobby Froese e vengono sostituiti con Matt Wood dei Goatsblood, un gruppo doom/sludge/noise di Vancouver, Brian Redman, Justin Hagberg e Shane Clark.
Grazie alla Roadrunner la canzone "Deadly Sinners" tratta dal loro secondo album Advance and Vanquish compare in sampler, compilation e addirittura nel videogame Tony Hawk's Underground 2 creando una grande pressione sul gruppo e regalandogli una grande popolarità, che culmina con un posto nel RoadRage Tour 2005.
Nel 2005 il chitarrista Hagberg è comparso nella canzone "Dawn of a Golden Age" del CD "All Star Session" in onore ai 25 anni della Roadrunner Records. Nell'ottobre 2006 hanno aperto per gli Iron Maiden nella tappa di Irvine, California del "A Matter of Life and Death Tour".
Il nuovo album Fire Up the Blades viene scritto a Tacoma, e le canzoni vengono eseguite in vari show nella zona di Washington. Nel dicembre 2006 la band comincia a registrare il materiale negli Armoury Studios (dove hanno lavorato anche AC/DC, Aerosmith, Kiss) con il batterista degli Slipknot Joey Jordison nelle vesti di produttore.
Nei mesi di gennaio/febbraio 2007 la band si imbarca in un tour statunitense di supporto a Cradle of Filth e 69 Eyes, e a marzo vola in Inghilterra per supportare i Biomechanical.
Mentre il gruppo è impegnato nell'Ozzfest, Jamie Hooper comincia ad avere problemi alla gola e per evitare problemi permanenti è stato costretto al riposo. Al suo posto le parti in scream vengono cantate dal chitarrista Justin Hagberg. Hooper non si esibirà con la band fino al 2009.
Inoltre in seguito ad una rissa con il batterista dei Saxon Nigel Glocker il 10 novembre 2007 dopo la partecipazione all'Hard Rock Hell festival, i 3 Inches of Blood hanno licenziato il batterista Alexei Rodriguez via internet e si sono scusati per il suo comportamento.
Nel 2008 hanno partecipato ad un tour con The Black Dahlia Murder, Hate Eternal e Decrepit Birth e successivamente la Roadrunner non ha sfruttato l'opzione per un terzo album lasciando la band libera.
Al riguardo Cam Pipes ha dichiarato di essere felice dello scioglimento del contratto in quanto il gruppo non aveva gradito la promozione offerta a Fire Up the Blades.
Il 2 giugno 2015 la band annuncia lo scioglimento, dopo gli ultimi 2 concerti finali del 7 e 8 di novembre al Commodore Ballroom di Vancouver.

## Stile e influenze
I testi sopra le righe, la voce in stile Rob Halford, inizialmente con un look che sembrava più di un gruppo pop-punk alla moda e vestiti di marche come la "Atticus", hanno portato molti a pensare a loro come a una parodia del classico heavy metal. Il cantante Cam Pipes al riguardo ha commentato:
(Jamie Hooper)
Inoltre c'è sempre gran confusione riguardo ai cantanti, Pipes infatti canta in falsetto e Hooper in scream.
La maggior parte dell'influenza risiede in gruppi heavy metal pre-1985 come Judas Priest, Iron Maiden e altri gruppi della NWOBHM. Infatti uno dei più importanti principi della filosofia della band è nato in risposta alla grande popolarità di generi come nu-metal, metalcore e emo.
Ironia della sorte la Roadrunner Records (con la quale sono sotto contratto) è stata l'etichetta che più ha puntato su questi generi, la spiegazione migliore probabilmente è contenuta nelle parole del cantante Hooper:
(Jamie Hooper)

## Formazione

### Formazione attuale
- Cam Pipes - voce melodica, basso (2001-2015)
- Justin Hagberg - chitarra, voce death (2005-2015)
- Shane Clark - chitarra (2005-2015)
- Ash Pearson - batteria (2007-2015)

### Ex componenti
- Jamie Hooper - voce death (2000-2007)
- Sunny Dhak - chitarra (2000-2004)
- Bobby Froese - chitarra (2000-2004)
- Rich Trawick - basso (2000-2004)
- Brian Redman - basso (2004-2006)
- Geoff Trawick - batteria (2000-2004)
- Matt Wood - batteria (2004-2005)
- Alexei Rodriguez - batteria (2005-2007)
- Nick Cates - basso (2006-2009)
- Byron Stroud - basso (2012-2013)

Timeline

## Discografia

### Album in studio
- 2002 - Battlecry Under a Winter Sun
- 2004 - Advance and Vanquish
- 2007 - Fire Up the Blades
- 2009 - Here Waits Thy Doom
- 2012 - Long Live Heavy Metal

### EP
- 2001 - Sect of the White Worm
- 2007 - Trial of Champions
- 2011 - Anthem for the Victorious

### Singoli
- 2003 - Destroy the Orcs
- 2003 - Ride Darkhorse, Ride
- 2004 - Deadly Sinners
- 2007 - The Goatriders Horde
- 2008 - Trial of Champions
- 2009 - Battles and Brotherhood
- 2010 - Silent Killer
- 2012 - Metal Woman
- 2013 - Live at Mushroom: Vol. I
- 2013 - Live at Mushroom: Vol. II
- 2013 - Live at Mushroom: Vol. III